# Anarquismo na Polónia
O movimento anarquista na Polónia desenvolveu-se no fim do século XIX, sob as influências dos ideais anárquicos da Europa Ocidental e Rússia. No entanto, estes ideais não eram uniformemente aceites.
A primeira organização anarquista significante após a formação da Segunda República Polaca originou-se em 1903 em Białystok. Vários judeus estiveram envolvidos no grupo. No anos seguintes vários centros similares foram estabelecidos em Nieznow, Varsóvia, Łódź, Siedlce, Częstochowa, Kielce e outras cidades. O nível de despotismo da autoridade do czar era grande. Muitos jovens anarquistas foram executados sem julgamento e as demonstrações de violência eram cada vez mais comuns.
Vários anarquistas revoltados assassinaram vários militares e polícias e proprietários de fábricas ou latifundiários. Muitos assaltaram casas bancárias como forma de financiar as suas actividade.
A formação de um sindicato anarquista reforçou a influência sobre os seguidores desta corrente idealista. Os seguidores do anarcossindicalismo rejeitavam a violência, o terrorismo, as uniões comerciais e a propaganda. Os mais siginificantes teóricos do anarquismo e do anarcossindicalismo polacos foram Edward Abramowski, Wacław Machajski, Zieliński e Augustyn Wróblewski.